# Torre del Picacho
La torre del Picacho es una torre de comunicaciones ópticas o torre Mathé, perteneciente a la red de telegrafía óptica de Andalucía que unía, a mediados del siglo XIX, Madrid con Córdoba y Sevilla. Es la torre número 45 de esa red y se ubica en el municipio sevillano de Carmona en Andalucía, España.
Junto a esta torre se ha instalado una antena de telefonía moderna que también recibe el mismo nombre que el viejo torreón debido a la ubicación.

## Historia
El Torreón del Picacho fue construido a mediados del siglo XIX para que funcionara como la torre nº 45 de la línea de telegrafía óptica de Andalucía, que en casi unas dos horas podía comunicar al ministro de la Gobernación (en Madrid) con Cádiz, atravesando las provincias de Toledo, Ciudad Real, Córdoba y Sevilla.
La "Línea de Andalucía" fue organizada y diseñada por el brigadier José María Mathé; su funcionamiento fue escaso, desde 1851 hasta 1857, en que el mismo Mathé sustituyó las torres ópticas por los postes de telegrafía eléctrica.
En 1990 la torre fue restaurada por la empresa de telefonía Telefónica, que aprovechó para instalar en sus proximidades unas antenas de telefonía. Se encuentra en un estado de abandono debido a su falta de uso sostenible.
En el término municipal de Carmona existieron otras torres telegráficas de Mathé que ya han desaparecido (en Zahariche alto, en El Judío). Curiosamente se conserva una torre que fue posiblemente más antigua que la del Picacho; esta torre pertenece a la llamada "Hacienda del telégrafo", en clara alusión a su uso como medio de telecomunicación, pero no tiene relación con las torres de Mathé como la del Picacho.